# Necdet Ergün
Necdet Ergün (* 5. Mai 1954 in Divriği, Provinz Sivas) ist ein ehemaliger türkischer Fußballspieler und -trainer. Durch seine langjährige Tätigkeit für Beşiktaş Istanbul wird er stark mit diesem Verein assoziiert. Auf Fan- und Vereinsseiten wird er als einer der bedeutendsten Persönlichkeiten der Klubgeschichte bezeichnet. In der ersten Hälfte der 1980er Jahre zählte er zu den wichtigsten Spielern des Vereins. Er wurde von der Fachpresse in Anlehnung an den damals sehr populären argentinischen Superstar Diego Maradona als Yerli Maradona (zu dt.: Einheimischer Maradona) bezeichnet.

## Spielerkarriere

### Verein
Ergün kam in der zentralanatolischen Stadt Sivas auf die Welt und zog bereits im Kindesalter in die türkische Metropole Istanbul. Hier startete er seine Vereinsfußballkarriere in der Jugendabteilung des Drittligisten Üsküdar Anadolu SK. Hier stieg er in der ersten Hälfte der 1970er Jahre in die erste Mannschaft auf und machte wenig später auf sich aufmerksam.
Im Sommer 1975 wechselte er zum Erstligisten Boluspor. Hier etablierte er sich innerhalb zweier Spielzeiten zu den auffälligsten Youngsters der Liga. Er wurde auch vom türkischen Nationaltrainer Metin Türel in den Kader der türkischen Nationalmannschaft nominiert und rückte so noch mehr in den Fokus. Dies führte dazu, dass die vier großen Verein sich um eine Verpflichtung Ergüns bemühten. Schließlich gelang es dem nordosttürkischen Verein Trabzonspor Ergün zu verpflichten. Trabzonspor war in der ersten Hälfte der 1970er Jahre in die 1. Lig aufgestiegen und wurde in der Saison 1. Lig 1975/76 völlig überraschend als erste anatolische Mannschaft türkischer Meister. Nach dieser Meisterschaft dominierte der Verein etwa ein Jahrzehnt lang den türkischen Fußball. Nach dieser Meisterschaft dominierte die Mannschaft auch die nächste Saison die Liga und sammelte neben der Meisterschaft auch mit dem Gewinn des Türkischen Fußballpokals und des Türkischen Supercups alle übrigen Pokale im damaligen türkischen Fußball. Ergün wurde nach dieser zweiten Meisterschaft verpflichtet. In der Spielzeit 1977/78 lieferte Ergüns Mannschaft über die gesamte Saison mit Fenerbahçe Istanbul ein Kopf-an-Kopf-Rennen um die türkische Meisterschaft. Am Ende wurde die Mannschaft mit einem Punkt hinter Fenerbahçe Vizemeister und verpasste so die dritte Meisterschaft in Folge, konnte aber die zwei übrigen Pokale holen. Ergün absolvierte nicht alle Ligaspiele in dieser Saison und hatte nur phasenweise einen Stammplatz. Nachdem am Saisonende solche Spieler wie Ali Kemal Denizci den Verein verlassen hatten, fand Ergün in der nächsten Saison sich schnell in der Stammformation. Am Saisonende erreichte Trabzonspor wieder die türkische Meisterschaft und konnte den Präsidenten-Pokal das zweite Mal in Folge gewinnen. Ergün steuerte sechs Tore in 29 Ligaspielen zu diesem Erfolg bei und war damit zweiterfolgreichste Torschütze seiner Mannschaft.
Trotz der letzten erfolgreichsten Saison mit Trabzonspor, verließ Ergün den Schwarzmeerverein und wechselte zum Traditionsklub Beşiktaş Istanbul. Bei diesem Klub etablierte sich Ergün auf Anhieb Stammspieler und Leistungstrainer. Sein Verein erlebte in Ergüns erste Saison eines seiner schwächsten Saisonleistungen und sicherte sich erst in den letzten Spieltagen den Klassenerhalt. In der zweiten Saison etablierte sich Ergün mit seiner Mannschaft zwar im oberen Tabellendrittel, blieb aber bei der Meisterschaft chancenlos. In der Spielzeit 1981/82 lieferte sich Ergüns Mannschaft mit seinem alten Verein Trabzonspor über die gesamte Saison ein Kopf-an-Kopf-Rennen um die türkische Meisterschaft. Am Ende konnte sich die Mannschaft durchsetzen und wurde nach fünfzehn Jahren wieder türkische Fußballmeister. Ergün zählte zu den wichtigsten Spielern dieses Erfolges. Die nächsten beiden Spielzeiten blieb Beşiktaş in der Meisterschaft wieder chancenlos. Zwar erlebte Ergün seine persönlich erfolgreichste Zeit, jedoch gelang es seiner Mannschaft nicht den Anschluss an die Tabellenspitze zu finden. Als einziger Lichtblick gewann die Mannschaft im Sommer 1984 das Pokalfinale und unterlag hier Trabzonspor. Da der Gegner auch die Meisterschaft gewann, qualifizierte sich Beşiktaş für den UEFA-Pokal. Erst in der Spielzeit 1984/85 gelang es der Mannschaft wieder um die Meisterschaft mitzuspielen und bewahrte sich die Chance auf die Meisterschaft bis zum letzten Spieltag. Am Ende wurde die Meisterschaft mit einem Punkt Unterschied an den Erzrivalen Fenerbahçe Istanbul vergeben. Ergün bildete hier mit Mirsad Kovačevič eines der erfolgreichsten Sturmduos der Liga. In der nächsten Saison verdrängten jüngere Spieler wie Feyyaz Uçar, Metin Tekin Ergün allmählich aus der Mannschaft. Die Saison beendete die Mannschaft mit der türkischen Meisterschaft. Im Anschluss an diese Meisterschaftssaison beendete Ergün seine Karriere.

### Nationalmannschaft
Während seiner Zeit bei Boluspor wurde Ergün vom Nationaltrainer Metin Türel in den Kader der Türkischen Nationalmannschaft nominiert und gab am 16. Februar 1977 in einer Partie des Balkan-Cups gegen die Bulgarische Nationalmannschaft sein Länderspieldebüt. Fortan gehörte er sieben Jahre lang zu den oft nominierten Nationalspielern. 
Sein letztes Länderspiel absolvierte er am 4. April 1987 gegen die Ungarische Nationalmannschaft. Insgesamt spielte er 14 Mal für die Türkische A-Nationalmannschaft.

## Trainerkarriere
Ergün arbeitete in der zweiten Hälfte der 200er Jahre als Co-Trainer bei Beşiktaş Istanbul. Zur Saison 2008/09 übernahm Ergün den Drittligisten Yalovaspor.

## Erfolge

### Als Spieler
Mit Trabzonspor
- Türkischer Meister: 1978/79
- Türkischer Pokalsieger: 1977/78
- Präsidenten-Pokalspieler: 1977/78
- Premierminister-Pokalsieger: 1977/78

Mit Beşiktaş Istanbul
- Türkischer Meister: 1981/82, 1985/86
- Präsidenten-Pokalspieler: 1985/86
- TSYD-Istanbul-Pokalsieger: 1983/84, 1984/85

## Trivia
- Ergün ist nachweislich der erste Spieler im türkischen Profifußball der ein selbst geschossenes Handtor zugab. Im Auswärtsderby vom 29. April 1984 gegen den Erzrivalen Galatasaray Istanbul erzielte er das spielentscheidende 1:0 für seine Mannschaft. Direkt nach dem Spiel kommentierte er sein Tor wie folgt: "Ich hab mir den Ball mit der Hand vorgelegt und das Tor erzielt. Die ganze Türkei hat das gesehen, nur der Schiedsrichter nicht" (türkisch: "O maçta, topu elle aldım ve golü attım. Maçtan sonra da Bütün Türkiye gördü bir tek hakem göremedi").[2][5]